# SIGINT Seniors
El SIGINT Seniors, es una coalición de agencias de espionaje que colaboran en asuntos de seguridad global. Para personas interesadas en la privacidad, se recomienda no usar servicios de internet (VPN, correo electrónico,...) ubicados en jurisdicciones estos países.
Está formado por dos divisiones, cada una radicada en una parte diferente del mundo: SIGINT Seniors Europe y SIGINT Seniors Pacific. Ambas están lideradas por la Agencia de Seguridad Nacional de Estados Unidos e incluyen representantes de al menos otros 17 países. Los miembros del grupo son agencias de espionaje que escuchan las comunicaciones, una práctica conocida como inteligencia de señales abreviado por SIGINT.
Detalles sobre las reuniones de SIGINT Seniors se divulgaron en un lote de documentos clasificados del boletín interno SIDToday de la NSA, proporcionado por el denunciante Edward Snowden. Los documentos arrojan luz sobre la historia secreta de la coalición, los temas en los que las agencias participantes se han centrado en los últimos años y los sistemas que permiten a los países aliados compartir datos confidenciales de vigilancia entre sí.
En cuanto al origen denominación, el término 'SIGINT Senior' designa al oficial SIGINT de más alto rango de una agencia de inteligencia, en lugar de un país en su conjunto. Por ejemplo, en Francia, la Directeur Technique (DT) dentro de la agencia de inteligencia exterior DGSE se llama 'le Senior SIGINT'.

## Ventajas y desventajas
Los principales beneficios de participar en SIGINT Seniors son:
- Aprender nuevas técnicas de vigilancia de las agencias de espionaje más poderosas del mundo.[1]
- Obtener información sobre sus propios países o regiones a las que de otra manera no hubieran podido acceder.[1]

Las desventajas de participar en SIGINT Seniors son:
- Impactos de la divulgación involuntaria de su participación. Por ejemplo, en 2007 Japón se negó a inscribirse en el grupo del Pacífico por esta razón[1]
- Riesgo de que un socio maneje mal la información confidencial.Por ejemplo en noviembre de 2008 un grupo de terroristas atacaron Mumbai en una serie de ataques, cuando el país ya había sido admitido en el grupo del Pacífico. La NSA estaba pasando el material de alto secreto seleccionado por los indios, como informes de interrogatorios y grabaciones de llamadas telefónicas interceptadas. En las semanas posteriores al incidente de Mumbai, India comenzó a filtrar parte de la inteligencia. La NSA limitó el suministro de información de alto secreto a la India después de repetidas advertencias y reuniones que la dejaron insatisfecha.[1]

## SIGINT Seniors Europe
El SIGINT Seniors Europe, abreviado SSEUR, se formó en 1982, en medio de la Guerra Fría. En aquel entonces, la alianza tenía nueve miembros (por eso se le llamaba informalmente los nueve ojos) y su enfoque principal era descubrir información sobre el ejército de la Unión Soviética. Después de los ataques contra los EE. UU. En septiembre de 2001, el grupo creció a 14 (por lo que informalemente empezó a llamarse los catorce ojos) y comenzó a centrar sus esfuerzos en el antiterrorismo.
Los principales participantes de Seniors Europe son las agencias de vigilancia de los llamados Five Eyes: la NSA de Estados Unidos y las agencias de seguridad del Reino Unido, Australia, Canadá y Nueva Zelanda. Luego se incorporaron las agencias de seguridad de Dinamarca, Francia, Países Bajos y Noruega. Posteriormente se incorporaron Bélgica, Alemania, Italia, España y Suecia.

### Actividades
La alianza ha colaborado para monitorear las comunicaciones durante los principales eventos europeos, como los Juegos Olímpicos en 2004 (organizados en Grecia), los Juegos Olímpicos de Invierno en 2006 (organizados en Italia) y la Copa Mundial de fútbol en el verano de 2006 (organizada en Alemania). Entre 2006 y 2007 las agencias comenzaron a trabajar en la 'explotación de Internet'.
A partir de 2010, las agencias se centraron en atacar a sospechosos de terrorismo, compartiendo información de inteligencia relacionada con la piratería en el Cuerno de África, y colaboraron en el desarrollo de nuevas herramientas y técnicas de vigilancia. Según los documentos, Seniors Europe tenía su propia red de comunicación dedicada con la que se intercambian datos e información llamada Signals Intelligence Data System  (SIGDASYS), del cual cada agencia puede compartir copias de las comunicaciones interceptadas y obtener la información que necesiten. El grupo también utilizó un sistema llamado CENTER ICE para compartir información sobre la guerra en Afganistán.
Más tarde, SIGDASYS se convirtió en una base de datos en la que todos los participantes vertieron información militar y  pudieron obtener la inteligencia que necesitaban.

## SIGINT Seniors Pacific
La SIGINT Seniors Pacific, abreviado SSPAC, se formó en 2005, con el objetivo de 'establecer un esfuerzo de colaboración para combatir el terrorismo en la región de Asia y el Pacífico'. En marzo de 2007, la NSA dijo que estaba en el proceso de 'generar ideas para expandir el enfoque de inteligencia de SIGINT Seniors Pacific más allá del antiterrorismo'.
Los miembros fundadores de la SIGINT Seniors Pacific fueron las agencias de espionaje de los cinco ojos (Estados Unidos, Reino Unido, Australia, Canadá y Nueva Zelanda) junto con las de Corea del Sur, Singapur y Tailandia. En 2013 se unieron Francia e India. Según múltiples expertos es probable que Francia se haya incorporado a bordo debido a sus territorios del Pacífico, como Nueva Caledonia. Debido a estar compuesto por agencias de 10 países, se le empezó a llamar los 10 ojos.

### Actividades
La SIGINT Seniors Pacific usa para compartir información el sistema CRUSHED ICE. Según un documento de la NSA de noviembre de 2007, CRUSHED ICE es una red segura que permite compartir información secreta, recopilada de comunicaciones interceptadas, sobre el antiterrorismo. 'El sistema permite la colaboración a través de intercambios de voz, archivos binarios / correo electrónico, análisis e informes, gráficos y mapeo, comunidades de interés, gestión de colecciones y otras aplicaciones, según sea necesario', señala el documento de noviembre de 2007.